# Ruthless (groupe)
Pour les articles homonymes, voir Ruthless.
Ruthless est un groupe américain de heavy metal, originaire de Los Angeles, en Californie.

## Histoire
Le groupe est formé en 1982 par le chanteur Sammy DeJohn et le guitariste Ken McGee. Peu de temps après, le guitariste Rollen Lagman, le batteur Todd Billings et le bassiste Jack Black rejoignent la formation. Ils se produisent ensuite en concert avec Slayer, Great White et Leatherwolf. Après une démo en 1984, ils signent un contrat avec Iron Works. L'EP Metal without Mercy, produit par Bill Metoyer, sort à la fin de l'année et est distribué par Banzai Records et en Europe par Axe Killer Records. La pochette est complètement modifiée et les musiciens ont parfois reçu des noms d'artistes. En 1986, le premier et unique album Discipline of Steel est publié par Axe Killer Records,. En 1990, le groupe se sépare. En 1997, l'EP et l'album sont réédités ensemble sur CD, avec un tirage limité à 2 000 exemplaires. En 2008, le groupe se reforme pour donner des concerts avec UFO aux États-Unis. En avril 2009, le groupe joue également au Keep It True. De plus, Graveyard Productions réédite Metal without Mercy remasterisé avec, en bonus, les deux chansons inédites, Winds of War et White Death, sorties en 1988. 
En septembre 2010, le groupe joue au festival Swordbrothers en Allemagne et au festival Up the Hammers à Athènes en mars 2011. en 2024, le groupe sort son album The Fallen,.

## Style musical
Dans le livre US Metal Vol. 1, Arno Hofmann écrit que sur Metal without Mercy, on pouvait entendre des chansons qui étaient à la fois heavy et des hymnes. Le groupe aurait commencé ce que Tyrant aurait achevé deux ans plus tard. Hofmann, du Rock Hard, dézingue Discipline of Steel, écrivant que les chansons se situaient au niveau des mauvaises chansons d'Overkill. Selon Martin Popoff dans son livre The Collector's Guide of Heavy Metal Volume 2 : The Eighties, Metal without Mercy serait comparable à l'EP Marshall Law d'Obsession. L'EP serait aussi « efficace » qu'une publication d'Armored Saints. Les chansons sont généralement groovy et à vitesse moyenne. Les riffs rappellent Metal Church. Disciples of Steel poursuit sur cette lancée et est comparable à Shout at the Devil de Mötley Crüe. Selon Ralf Frank du Metal Hammer, on entend sur Metal without Mercy « [s]es riffs lourds, une batterie dure et une voix de râpe ». Selon Charles Hunfeld du Metal Hammer, Discipline of Steel contient « du heavy metal, comme on ne le trouve que dans des groupes comme Slayer ou Exciter ». La complexité des chansons est comparable à celle de Shok Paris. 

## Discographie
- 1984 : Demo (démo)
- 1984 : The Fever / Mass Killer (single, Iron Works)
- 1984 : Metal without Mercy (EP, Iron Works)
- 1986 : Discipline of Steel (album, Axe Killer Records)
- 2015 : They Rise (album, Pure Steel Records)
- 2019 : Evil Within (album, Pure Steel)
- 2023 : Betrayal (single, Fireflash Records)
- 2023 : Soldiers of Steel (single, Fireflash)
- 2024 : The Fallen (album, Fireflash)